# Estanh de Liat
L'Estanh de Liat (en catalan), Estanh Long de Liat, ou Lac Long de Liat est un Lac des Pyrénées, dans la province de Lérida en Catalogne (Espagne).

## Description
L'Estanh de Liat est un lac naturel, il est à une altitude de 2 136 m, a une superficie d'environ 27 ha, et a une profondeur de 15 m.

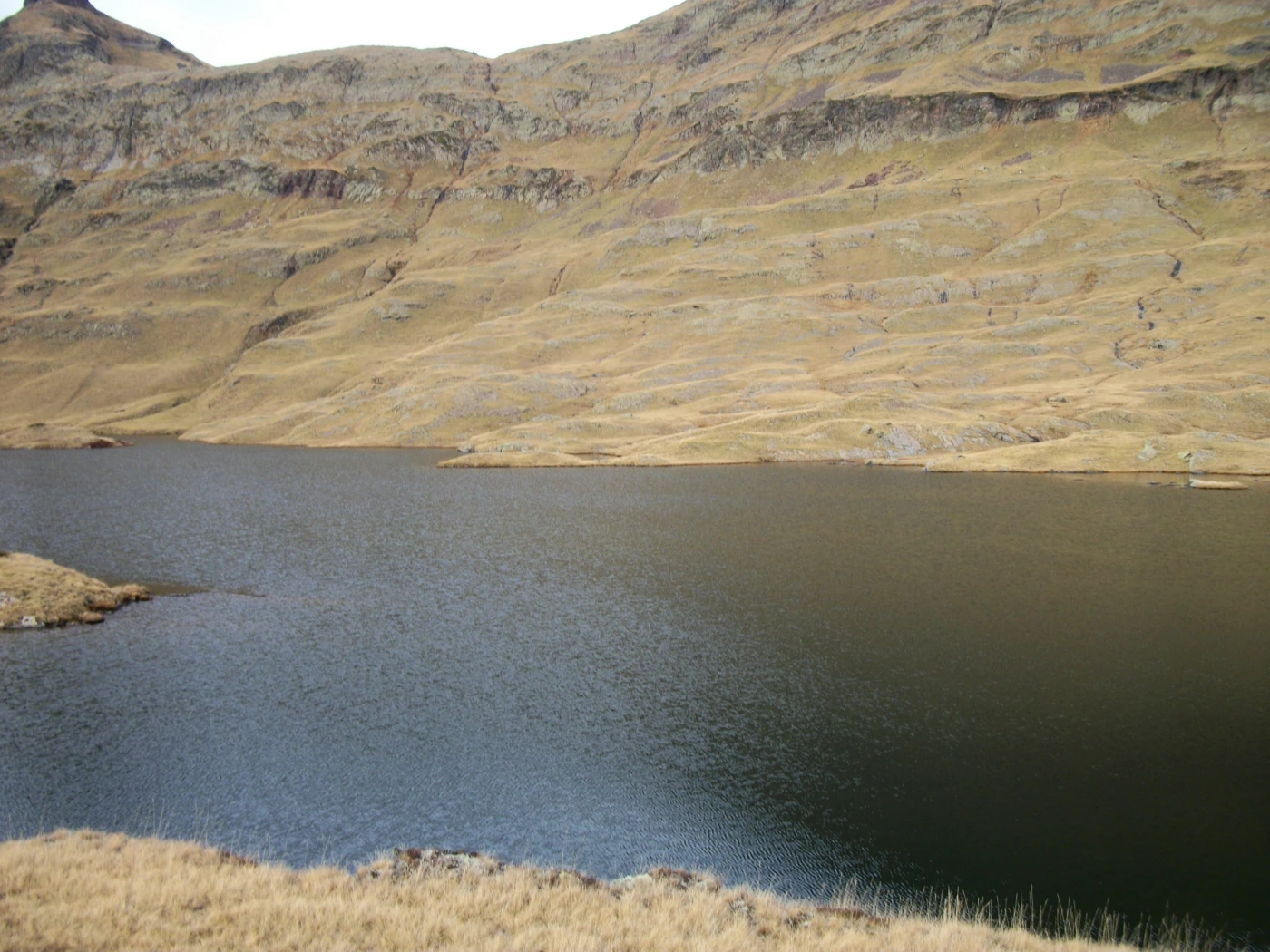